# Соціальна допомога
Соціальна допомога — система заходів, спрямованих на повернення особи до активного життя та праці, відновлення соціального статусу і формування в особи якостей, установок щодо пристосування до умов нормальної життєдіяльності шляхом правового і матеріального захисту її існування, підготовки до самообслуговування з формуванням здатності до пересування і спілкування, повсякденних життєвих потреб тощо.

## Різновиди
Соціа́льна допомо́га — це грошова допомога й допомога в натуральній формі, що здебільшого фінансується з бюджету та добровільних пожертвувань і сплачуються людям, які перебувають у потребі, як на основі перевірки їхнього доходу та засобів існування, так і за певними критеріями без перевірки доходу. Також законами України передбачена і грошова допомога при народжені дитини. Це означає також, що одні прошарки населення користуватимуться благами програми допомоги, а інші будуть виключені зі сфери її дії.
Розмір допомоги, яку отримують найнужденніші групи населення, може бути менший, аніж допомога менш нужденним.

## Модернізація соціальної допомоги в України
В рамках проєкту «Модернізація системи соціальної підтримки населення України», який реалізує Міністерство соціальної політики України згідно з Угодою про позику між Україною та Світовим банком, у 2019—2020 консорціум у складі Оксфорд Полісі Менеджмент Лімітед, Міжнародна благодійна організація "Партнерство «Кожній дитині» Україна, СОС Кіндердорф Інтернешнл та Український фонд «Благополуччя дітей» консультують з питань проєкту «Розробка та впровадження регіонального плану стосовно збільшення обсягів надання послуг з догляду на сімейній основі (реформування інтернатних закладів для дітей в Тернопільській області)».